# Luther Burden III
Luther Burden III (St. Louis, 12 dicembre 2003) è un giocatore di football americano statunitense che milita nel ruolo di wide receiver per i Chicago Bears della National Football League (NFL).

## Carriera universitaria
Burden debuttò nel college football con i Missouri Tigers il 1º settembre 2022, ricevendo tre passaggi per 17 yard e segnado due touchdown, uno su corsa e uno su ricezione. Il 17 settembre ritornò un punt per 78 yard in touchdown contro Abilene Christian. Chiuse la sua prima stagione con 45 ricezioni per 375 yard, 8 touchdown su ricezione e 2 su corsa.
Nella stagione 2023 Burden guidò la squadra con 83 ricezioni per 1.197 yard e 8 touchdown, venendo inserito nella formazione ideale della Southeastern Conference (SEC). Nel corso dell'anno ebbe cinque gare consecutive con oltre 100 yard ricevute.
Nel 2024 Burden fu nuovamente inserito nella formazione ideale della SEC dopo avere fatto registrare 676 yard ricevute, 6 touchdown su ricezione e 2 su corsa. Il 2 dicembre 2024 annunciò che sarebbe passato tra i professionisti.

## Carriera professionistica

### Chicago Bears
Burden fu scelto nel corso del secondo giro (39º assoluto) del Draft NFL 2025 dai Chicago Bears.